# O Grande Grimório

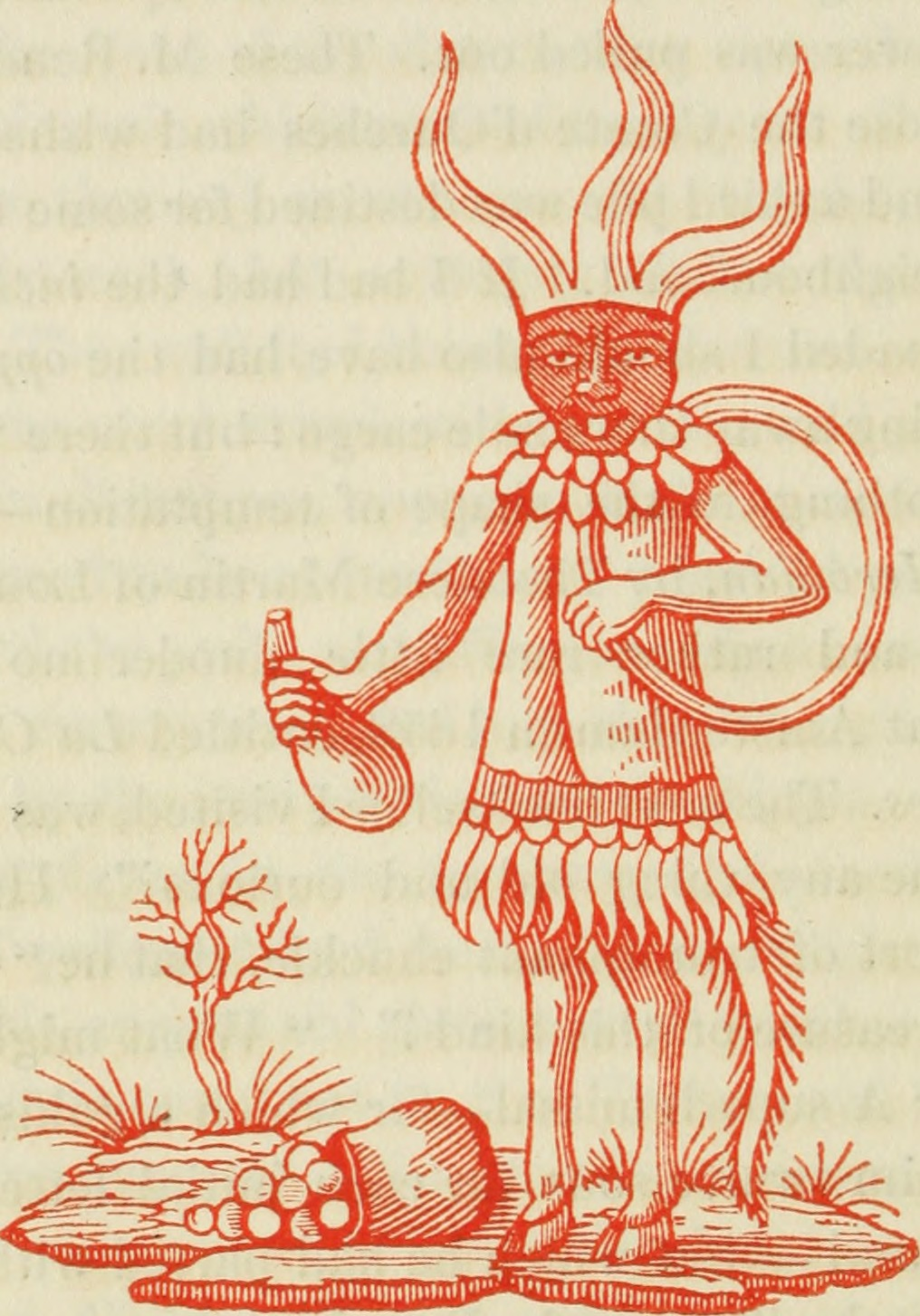
Frontispício para uma edição de O Grande Grimório

O Grande Grimório é um grimório goético de magia negra. Diferentes edições datam o livro para 1521, 1522 ou 1421, mas provavelmente foi escrito no início do século XIX. Owen Davies sugere 1702 que é quando a primeira edição pode ter sido criada e uma versão Bibliothèque bleue (uma edição popular, similar a um livro barato) do texto pode ter sido publicada em 1750. O "capítulo introdutório" foi de autoria de alguém chamado Antonio Venitiana del Rabina, que supostamente reuniu essas informações dos escritos originais do Rei Salomão. Muito do material neste grimório deriva da Chave de Salomão e da Chave Menor de Salomão, grimórios pseudoepigráficos atribuídos ao Rei Salomão. Também conhecido como Le Dragon Rouge ou O Dragão Vermelho, este livro contém instruções para invocar Lúcifer ou Lucifuge Rofocale, com o objetivo de formar um pacto com o Diabo. O ocultista francês do século XIX, Éliphas Lévi (autor de Dogme et rituel de la haute magie) acreditava que a edição contemporânea de Le Dragon Rouge era uma falsificação do verdadeiro e antigo Grand Grimoire.
A obra está dividida em dois livros. O primeiro livro contém instruções para invocar um demônio e para a construção de ferramentas com as quais forçar o demônio a cumprir suas ordens. O segundo livro é dividido em duas partes: o Sanctum Regnum ("Reino Sagrado") e Secrets, de L'Art Magique du Grand Grimoire ("Segredos, da arte mágica do Grande Grimório"). O Sanctum Regnum contém instruções para fazer um pacto com o demônio, permitindo alguém comandar o espírito sem as ferramentas requiridas no livro um, mas com maior risco. Segredos contém feitiços e rituais mais simples que se pode empregar depois de ter realizado o ritual do primeiro livro. Algumas edições contêm um pequeno texto entre essas duas partes, Le Secret Magique, où le Grand Art de pouvoir parler aux Morts (O Segredo Mágico, ou a Grande Arte de poder falar com os mortos), lidando com a necromancia.
O livro descreve vários demônios, bem como os rituais para invocá-los a fim de fazer um pacto com eles. Também detalha vários feitiços para ganhar na loteria, conversar com espíritos, ser amado por uma garota, ficar invisível, etc.
Fotocópias de várias edições do livro existem na internet.

## Os demônios
Este livro menciona três demônios de maior grau. Esses demônios também são priorizados no Grimorium Verum. Embora, na tradução de Tarl Warwick em inglês da obra, os "demônios" sejam referenciados pelo termo mais genérico de "espíritos".
- Lúcifer, imperador
- Belzebu, príncipe
- Astaroth, grão-duque

Também menciona seis demônios de menor grau:
- Lucifuge Rofocale, primeiro-ministro
- Satanachia, comandante em chefe (em francês, "commandant en chef", embora Warwick traduza isso como "grande general")[13]
- Agaliarept, comandante
- Fleurèty, tenente-general
- Sargatanas, brigadeiro-major
- Nebiros, marechal e inspetor geral ("marechal de campo" na tradução de Warwick)[13]

## Na cultura popular
O autor de fantasia, Lin Carter usa a palavra "karcista" como sinônimo de "mágico" ou "feiticeiro" em várias de suas obras, citando o Grande Grimório como fonte. Em Thongor in the City of Magicians, o "karcista" de Carter é um mago solicitado a servir como "controlador" de um ritual mágico realizado por uma cabala de seus colegas.
No videogame Final Fantasy Tactics Advance, o Grande Grimório é um livro mágico que sobreviveu ao Dilúvio na Arca de Noé, mas cujo valor foi esquecido. O livro é encontrado mais tarde por um dos personagens principais do jogo, Mewt Randell, em uma loja de livros usados. O poder do livro transporta os protagonistas do jogo para Ivalice, um universo fictício usado também como cenário para outros jogos de Final Fantasy.
No filme Warlock de 1989, o ator Julian Sands interpreta um bruxo tentando encontrar os três Grandes Grimórios, que quando combinados supostamente contêm o nome de Deus. No filme, o livro tem propriedades sobrenaturais e, portanto, é separado em três conjuntos de páginas para evitar que seu poder maligno seja abusado.
Na série Sagas of the Demonspawn de James H. Brennan, Lucifuge Rofocale é o nome do demônio encarnado na espada chamada Doom Bringer. De acordo com o Grande Grimório, Lucifuge Rofocale é o demônio encarregado do governo do Inferno.
A banda de metal extremo holandesa God Dethroned tem um álbum chamado The Grand Grimoire (1997).
Em sua segunda temporada, a série de TV da Fox, Sleepy Hollow apresenta o Grand Grimoire como propriedade do ocultista John Dee e cobiçado por um bruxo malvado chamado Solomon Kent. Ele caiu na posse de um dos antagonistas da série, Henry Parrish, e ajudou a levar à queda da protagonista Katrina Crane.
No videogame de 2012 Professor Layton vs. Phoenix Wright: Ace Attorney, um livro chamado Grand Grimoire contém toda a magia negra dentro da cidade de Labyrinthia e é usado por Phoenix Wright para apontar contradições e aspectos ilógicos em acusações de feitiçaria.
O assassino de Bibaa Henry e Nicole Smallman em Kingsbury, Londres, em 2020, havia invocado Lucifuge Rofocale antes dos assassinatos. Ele esperava que, sacrificando suas vidas ao demônio, ele ganhasse na loteria.
A banda de rock americana Coven referenciou a hierarquia de demônios apresentados no Grand Grimoire em sua canção de 1969, "Dignitaries of Hell." A canção, contida em seu controverso álbum, Witchcraft Destroys Minds & Reaps Souls, tem letras que incluem um breve sumário de cada respectivo trabalho dos demônios no inferno.
O romance de 2007 God's Demon por Wayne Barlowe apresenta a maioria dos demônios nomeados do Grand Grimoire como personagens, incluindo Sargatanas como seu protagonista.
Em Dungeon Crawl Stone Soup, "Grand Grimoire" é usado como o nome de um livro de feitiços contendo feitiços de evocação de alto nível.